# أشاليم (موقع أثري)
موقع أشاليم الأثري Ashalim archaeological site هي واحدة من أربعة مواقع معدنية قام عزرا بن يوسف بالتحقيق فيها في دراسته لوادي العربة عام 2008 (المواقع الأخرى هي عين ياهف، جفعات هزيفا، وخربة حمرا إيفدان ). كانت محاولته لوضع مواقع إنتاج النحاس الأربعة في سياق ثقافي زمني باستخدام التأريخ الأثري المغناطيسي ملحوظة لأهميتها المعدنية. 

## الجغرافية
يقع وادي عربة في الأردن وفلسطين إلى الغرب من جبل سدوم، وعلى بعد 40 كيلومتر شمال غرب منطقة خام النحاس في وادي فينان. تم اكتشاف أشاليم عام 1964 من قبل فريق بحثي بقيادة يوروم تسافرير، ويعتقد أنه مرتبط برواسب خام فينان، حيث كان أقرب مصدر مهم للخام على بعد أكثر من 100 كيلومتر. عام 2002، قام ي. إسرائيل بإعادة مسح للموقع. 
ان الهدف الرئيسي لدراسة بن يوسف هو وضع أربعة مواقع لإنتاج النحاس في وادي عربة في سياقها الثقافي الزمني. توفر المعلومات التي تم جمعها من خلال التأريخ الأثري المغناطيسي نظرة ثاقبة لنظام إنتاج وتجارة النحاس في هذه المنطقة، مما يشير إلى أن جميع المواقع تنتمي إلى نفس المرحلة الزمنية. 

## التأريخ الأثري المغناطيسي
يستخدم التأريخ الأثري المغناطيسي الكثافات المغناطيسية الموجودة في العينات (في الغالب تكون عينات من الطين المخبوز) لتحديد الفترة التي يتوافق معها ترسبها من التقلبات المغناطيسية.
وقد ازدادت إمكانات التأريخ الأثري المغناطيسي بسبب التحسينات التقنية الحديثة.  باستخدام طريقة Thellier-Thellier، تمكن تقلبات الكثافة الجيومغناطيسية من تحديد فترات ترسب العينات. يمكن أن تتمتع هذه الطريقة بمعدل نجاح مرتفع نسبيًا مع عينات الخبث بسبب الملمس الزجاجي لها. ومع ذلك، فإن هذه العينات مفيدة فقط لاسترجاع قيم الكثافة، وليس الاتجاهات.
إن طريقة Thellier-Thellier تحل بشكل تدريجي مكان طريقة المغناطيسية المتبقية الطبيعية (NRM) بواسطة المغناطيسية المتبقية الحرارية الاصطناعية (TRM) في المختبر باستخدام فرن ذي مجال مغناطيسي متحكم فيه.  يتم تمثيل التغيرات في البقايا المغناطيسية أثناء التجارب بشكل بياني عادةً. 
أبعد الرواسب المعروفة من وادي عربة هي ثلاث مناطق متناثرة من الخبث في وسط هذا الموقع. 
بين عامي 2008 و 2009، قام بن يوسف وفريقه بمسح ورسم خرائط لمناطق انتشار الخبث الثلاثة وجمع عينات للدراسات الأثرية المغناطيسية.

### أقدم قطعة من الرصاص تم العثور عليها في المنطقة
تم العثور على جسم مخروطي الشكل مصنوع من الرصاص محفور على عمود خشبي في كهف يقع في أشاليم، يعود تاريخه إلى العصر الحجري النحاسي المتأخر، في أواخر الألفية الخامسة قبل الميلاد. وبناء على التحليل الكيميائي وتحليل نظائر الرصاص التي أجراها علماء الآثار، وجد أن هذا الكائن الفريد مصنوع من الرصاص المعدني النقي تقريبًا، ومن المرجح أنه تم صهره من خامات الرصاص التي نشأت في سلسلة جبال طوروس في الأناضول.